# Карминуччи, Паскуале
Паскуале Карминуччи (итал. Pasquale Carminucci, 29 августа 1937, Сан-Бенедетто-дель-Тронто, Италия — 23 февраля 2015, Рим, Италия) — итальянский гимнаст, бронзовый призёр летних Олимпийских игр в Риме (1960) .

## Спортивная карьера
Рано оставшись без отца, погибшего на советском фронте в годы Второй мировой войны, вместе с братом Джованни начал заниматься спортивной гимнастикой. Учитель колледжа Асколи-Пилено бывший спортсмен Пьетро Бальдассари рано заметил таланты подростков и убедил их начать занятия в тренажерном зале прихода святого Антония Падуанского в Сан-Бенедетто-дель-Тронто.
Братья начали соревноваться на национальном уровне в 1949 г., когда их заметил Джулио Пеннете, бывший гимнаст и тренер национального уровня. Спортсмены переехали в Рим и начали тренироваться в спортивном центре Капаннелле. В 1958 г. Паскуале завоевал титул итальянского чемпиона и принял участие в чемпионате мира, проходившим в Москве.
На летних Олимпийских играх в Риме (1960) завоевал бронзовую медаль в командных соревнованиях, заняв в абсолютном первенстве 31 место. В 1963 г. становится чемпионом Средиземноморских игр в командных соревнованиях. На своей второй Олимпиаде в Токио (1964) занимает четвёртое место в той же дисциплине, а на V Средиземноморских играх в Тунисе выигрывает золотую медаль. На летних Олимпийских играх в Мехико (1968) после травмы одного из членов сборной в вольных упражнениях итальянская команда остается лишь на 12-м месте.
По завершении спортивной карьеры продолжил работу в национальной федерации спортивной гимнастики.